# Pittosporum fairchildii
Pittosporum fairchildii là một loài thực vật thuộc họ Pittosporaceae. Đây là loài đặc hữu của New Zealand.